# Vitus (filme)
Vitus é um filme de drama da Suíça escrito e dirigido por Fredi M. Murer lançado em 2006. Ele é estrelado por reais prodígios em piano Teo Gheorghiu, Bruno Ganz, Julika Jenkins e Urs Jucker.

## Enredo
Vitus (Teo Gheorghiu) é um jovem muito inteligente que parece ter seu destino já traçado pelos ambiciosos pais. Eles querem que o garoto seja um pianista famoso. Um dia, no entanto, Vitus percebe que não quer mais seguir aquilo que apenas seus pais desejam. O garoto quer seguir sua própria estrela. Ele prefere construir planadores na oficina de seu excêntrico avô (Bruno Ganz), que adora voar. Depois de fingir um ferimento na cabeça, Vitus secretamente acumula uma fortuna na bolsa de valores. O dinheiro permite que seu avô comprar um Pilatus PC-6 e seu pai para retornar triunfante para a empresa que tinha lhe demitido anteriormente. Além disso, Vitus tenta sair com sua antiga babá, Isabel. O filme termina com Vitus em um concerto de piano performado por Robert Schumann com a Orquestra de Câmara de Zurique.

## Elenco
- Fabrizio Borsani ... Vitus - aos 6 anos de idade
- Teo Gheorghiu ... Vitus von Holzen - aos 12 anos de idade
- Julika Jenkins... Helen von Holzen, mãe
- Urs Jucker ... Leo von Holzen, pai
- Bruno Ganz ... Avô
- Eleni Haupt ... Luisa
- Kristina Lykowa ... Isabel - aos 12 anos de idade
- Tamara Scarpellini ... Isabel - aos 19 anos de idade
- Daniel Rohr ... Hoffmann junior (filho)
- Norbert Schwientek ... Hoffmann senior (pai)
- Heidy Forster ... Gina Fois
- Daniel Fueter ... Diretor do conservatório
- Livia S. Reinhard ... Professora do jardim de infância
- Susanne Kunz ... Professora de escola primária
- Thomas Mathys ... Médico
- Ursula Reiter ... Neurologista
- Annelore Sarbach ... Diretora da escola
- Adrian Fuhrer ... Professor de matemática
- Frank Demenga ... Dr. Knaak
- Stefan Witschi ... Locador
- Stefan Schertenleib ... Jens
- Andreas Krämer ... Mecânico de aeronaves
- François Blancpain
- Sascha Bleuler
- Theresa Davi
- Timo Götz
- Laura Hayek
- Josef Mrkwicka
- Marie Anne Nauer
- Jens Nielsen
- Heinz Niklaus
- Anna Roth (2) ... Isabel - aos 7 anos de idade
- Hani Song
- Silvana Zarro
- Flavio Delli Colli ... Colega de classe

## Locais de Filmagem
- Schloss Waldeck, Solothurn, Kanton Solothurn, Suíça
- Zürich, Kanton Zürich, Suíça

## Datas de estreia
- Suíça 2 de Fevereiro de 2006
- Alemanha - (Festival de Berlim) 14 de Fevereiro de 2006
- Canadá - (Vancouver International Film Festival) 29 de Setembro de 2006
- Itália - (Rome Film Fest) 19 de Outubro de 2006
- Brasil - (Mostra de São Paulo) 30 de Outubro de 2006
- Eslovênia - (Ljubljana International Film Festival) 17 de Novembro de 2006
- Estônia - (Tallinn Black Nights Film Festival) 1 de Dezembro de 2006
- Israel 7 de Dezembro de 2006
- Alemanha 21 de Dezembro de 2006
- Áustria 22 de Dezembro de 2006
- Argentina- (Mar del Plata Film Festival) 12 de Março de 2007 29 de Junho de 2007
- Hungria - (TV premiere) 30 de Junho de 2007
- México 03 de Agosto de 2007
- Hong Kong - (Hong Kong Summer International Film Festival) 14 de Agosto de 2007
- Colômbia 14 de Setembro de 2007
- República Tcheca 5 de Outubro de 2007
- Espanha 5 de Outubro de 2007
- Japão 3 de Novembro de 2007
- Argentina 15 de Novembro de 2007
- França 9 de Janeiro de 2008
- Bélgica 20 de Fevereiro de 2008
- Coreia do Sul 9 de Abril de 2008
- Filipinas - (Cine Europa Film Festival) 13 de Setembro de 2008
- Rússia - (TV premiere) 17 de Dezembro de 2008
- Grécia 8 de Janeiro de 2009
- Brasil- (São Paulo) 6 de Março de 2009
- Brasil- (Rio de Janeiro) 3 de Abril de 2009